# Синъясики, Андре
Андре Бава Синъясики (порт.-браз. Andre Bava Shinyashiki; 11 июня 1997, Сан-Паулу, Бразилия) — бразильский футболист, левый нападающий.

## Карьера

### Молодёжная карьера
Во время обучения в Денверском университете в 2015—2018 годах Синъясики играл за университетскую футбольную команду в Национальной ассоциации студенческого спорта.
В периоды летних межсезоний в колледжах 2017 и 2018 годов выступал за команду «Колорадо Рэпидз U-23» в Премьер-лиге развития.

### Клубная карьера
11 января 2019 года на Супердрафте MLS Синъясики был выбран в первом раунде под 5-м номером клубом «Колорадо Рэпидз». Его профессиональный дебют состоялся 2 марта в матче стартового тура сезона против «Портленд Тимберс», в котором он, выйдя на замену, забил гол, вырвавший для «Колорадо Рэпидз» ничью 3:3. Этот гол был назван лучшим голом первой недели MLS. В апреле Синъясики был отдан в краткосрочную аренду в аффилированный клуб Чемпионшипа ЮСЛ «Колорадо-Спрингс Суитчбакс». За «Колорадо-Спрингс Суитчбакс» дебютировал 24 апреля в матче против «Талсы Рафнекс». 7 сентября в матче против «Сиэтл Саундерс» Синъясики оформил дубль, принёсший «Колорадо Рэпидз» победу со счётом 2:0, за что был назван игроком недели в MLS. По итогам сезона 2019, в котором за 31 проведённый матч забил семь мячей и отдал три результативные передачи, Синъясики был признан новичком года в MLS.
3 мая 2022 года Синъясики был продан в «Шарлотт» за $225 тыс. в общих распределительных средствах. «Рэпидз» может получить дополнительно $175 тыс. в зависимости от достижения им определённых показателей и удержит 50 % от суммы его любой потенциальной продажи «Шарлоттом». Свой дебют за «Шарлотт», 7 мая в матче против «Интер Майами», он отметил голом. 25 августа Синъясики подписал с «Шарлоттом» новый контракт до конца сезона 2025 с опцией продления на сезон 2026. 1 августа 2023 года Синъясики и «Шарлотт» расторгли контракт по обоюдному согласию сторон.
1 августа 2023 года Синъясики подписал двухлетний контракт с клубом чемпионата Азербайджана «Нефтчи». Дебютировал за «Нефтчи» 6 августа в матче стартового тура сезона 2023/24 против «Кяпаза», выйдя на замену во втором тайме вместо Килана Лебона. Он сыграл всего 38 официальных матчей за клуб и забил 5 голов. 26 ноября 2024 года контракт Синъясики с «Нефтчи» был расторгнут по взаимному согласию.

## Достижения
Индивидуальные
- Новичок года в MLS: 2019

## Статистика выступлений
| Выступление                         | Выступление      | Выступление      | Лига | Лига | Плей-офф | Плей-офф | Кубок | Кубок | Континент | Континент | Итого | Итого |
| Клуб                                | Лига             | Сезон            | Игры | Голы | Игры     | Голы     | Игры  | Голы  | Игры      | Голы      | Игры  | Голы  |
| ----------------------------------- | ---------------- | ---------------- | ---- | ---- | -------- | -------- | ----- | ----- | --------- | --------- | ----- | ----- |
| Колорадо Рэпидз                     | MLS              | 2019             | 31   | 7    | —        | —        | 0     | 0     | —         | —         | 31    | 7     |
| Колорадо Рэпидз                     | MLS              | 2020             | 15   | 4    | 1        | 0        | —     | —     | —         | —         | 16    | 4     |
| Колорадо Рэпидз                     | MLS              | 2021             | 32   | 4    | 0        | 0        | —     | —     | —         | —         | 32    | 4     |
| Колорадо Рэпидз                     | MLS              | 2022             | 8    | 1    | —        | —        | —     | —     | 1         | 0         | 9     | 1     |
| Колорадо Рэпидз                     | Итого            | Итого            | 86   | 16   | 1        | 0        | 0     | 0     | 1         | 0         | 88    | 16    |
| Колорадо-Спрингс Суитчбакс (аренда) | USLC             | 2019             | 2    | 0    | —        | —        | —     | —     | —         | —         | 2     | 0     |
| Шарлотт                             | MLS              | 2022             | 21   | 6    | —        | —        | 2     | 1     | —         | —         | 23    | 7     |
| Шарлотт                             | MLS              | 2023             | 5    | 0    | —        | —        | 0     | 0     | 0         | 0         | 5     | 0     |
| Шарлотт                             | Итого            | Итого            | 26   | 6    | —        | —        | 2     | 1     | —         | —         | 28    | 7     |
| Нефтчи                              | Премьер-лига     | 2023/24          | 9    | 0    | —        | —        | —     | —     | 2         | 0         | 11    | 0     |
| Всего за карьеру                    | Всего за карьеру | Всего за карьеру | 123  | 22   | 1        | 0        | 2     | 1     | 3         | 0         | 129   | 23    |